# 弦楽四重奏曲第11番 (ショスタコーヴィチ)
弦楽四重奏曲第11番ヘ短調 作品122は、ドミートリイ・ショスタコーヴィチが1966年に作曲した11番目の弦楽四重奏曲。

## 作曲の経緯
この作品は1966年に作曲され、ベートーヴェン弦楽四重奏団の第2ヴァイオリン奏者だったワシリー・シリンスキーへの追悼のために書かれた作品である。シリンスキーは前年の夏に死去し、曲そのものは卓越した音楽家だった故人の思い出をそのまま音楽で描いてきたという。
短い7つの楽章が切れ目無しで演奏され、ショスタコーヴィチの晩年の弦楽四重奏曲に共通するように、複雑な合奏や難しい技巧はむしろ避けられており、全体としては静かで意味深い音楽となっている。初演は1966年5月28日にレニングラードで行われた。

## 作品の構成
- 第1楽章 イントロダクション（アンダンティーノ）
- 第2楽章 スケルツォ（アレグレット）
- 第3楽章 レチタティーヴォ（アダージョ）
- 第4楽章 エチュード（アレグロ）
- 第5楽章 ユモレスク（アレグロ）
- 第6楽章 エレジー（アダージョ）
- 第7楽章 フィナーレ（モデラート－メノ・モッソ－モデラート）